# Чарна-Гута (Ґданський повіт)
Чарна-Гута (пол. Czarna Huta, нім. Schwarzhütte) — село в Польщі, у гміні Пшивідз Ґданського повіту Поморського воєводства.
У 1975-1998 роках село належало до Гданського воєводства.